# تكس تايبينغ
تكس تايبينغ (بالإنجليزية: Tux Typing)‏ هي برمجيَّة مُدَرِّسة للكتابة ‏ حُرَّة ومفتوحة المصدر صُمِّمت خصيصًا للأطفال. تضمّ اللُعبة أنواعًا مُختلفة من أوضاع اللعب، مع مجموعةٍ متنوعةٍ من مستويات الصعوبة.
كُتِبَت لُعبة تكس تايبينغ بِلُغة البرمجة سي وتُتاح في مُعظم مستودعات توزيعات لينكس مثل فيدورا. تعدّ اللُعبة مِن البرمجيَّات الأساسيَّة لتوزيعة إيديوبونتو التعليميَّة.

## التاريخ
الإصدار المُستقر الأوليِّ الرَّسمي للُعبة تكس تايبينغ هو 1.0، تمَّ إصداره في أغسطس 2001، جاء الإصدار 1.0 بعد أكثر من عامٍ من التطوير. طُرِحَت اللُعبة باعتبارها برمجيَّة حُرَّة، احتوى الإصدار على حُزم ثُنائيَّة مُتاحة لأنظمة لينكس وبي أو إس ووين32 [الإنجليزية].

## اللعب
الشخصيَّة الرئيسيَّة لِهذه اللُعبة هو «تكس» وهو جالِب الحظ لِنواة لينكس.
تشتمل اللُعبة على لُعبتين أساسيَّتين، توجد إمكانيَّة اختيار لغات مُختلفة مصدرًا للكلمات لِكُلِّ لُعبة، وهي:
- الأسماك المُتساقطة (بالإنجليزية: Fish Cascade)‏: أثناء بحث تكس عن الأسماك لتناول الطعام، تقع الأسماك من أعلى الشاشة. هذه الأسماك عليها رسائل يجب على اللاعب إزالتها عن طريق الكتابة، فإنَّ تناول تكس سمكة عليها رسالة سيؤدي إلى مرض معدته، بهذا تكون وظيفة اللاعب مُساعدة تكس في تناول الأسماك.
- المُذنَّبات المُنطلقة (بالإنجليزية: Comet Zap)‏: تأتي مُذنَّبات من الفضاء ويمكن أن تضرب المباني من المدينة التي يحرس اللاعب فيها تكس. يؤدي ضغط اللاعب على الحروف التي تظهر على المُذنبات إلى إخبار تكس بالحرف الذي يجب أن يمحوه بشعاع الليزر.